# ۱۱۱۸ (قمری)
۱۱۱۸ (قمری)، هزار و صد و هجدهمین سال در گاهشماری هجری قمری است. اول محرم این سال برابر با پانزدهم آوریل سال ۱۷۰۶ میلادی است.